# Badjoudè
Badjoudè ist ein Arrondissement im Département Donga im westafrikanischen Staat Benin. Es ist eine Verwaltungseinheit, die der Gerichtsbarkeit der Kommune Ouaké untersteht.

## Demografie und Verwaltung
Gemäß der Volkszählung 2013 des beninischen Statistikamtes INSAE hatte das Arrondissement 12.385 Einwohner, davon waren 6324 männlich und 6061 weiblich.
Von den 61 Dörfern und Quartieren der Kommune Ouaké entfallen 13 auf Badjoudè:
1. Akpadè
2. Alitokoum
3. Atchankomou
4. Badjoudè
5. Bissétougou
6. Bohomdo
7. Itchodè
8. Kadolassi
9. Kakpala
10. Komtcha
11. Pamou
12. Talinta
13. Tchitchakou